# 1779 au Canada
Pour un article plus général, voir Chronologie du Canada.
Cet article traite des événements qui se sont produits durant l'année 1779 au Canada.

## Événements

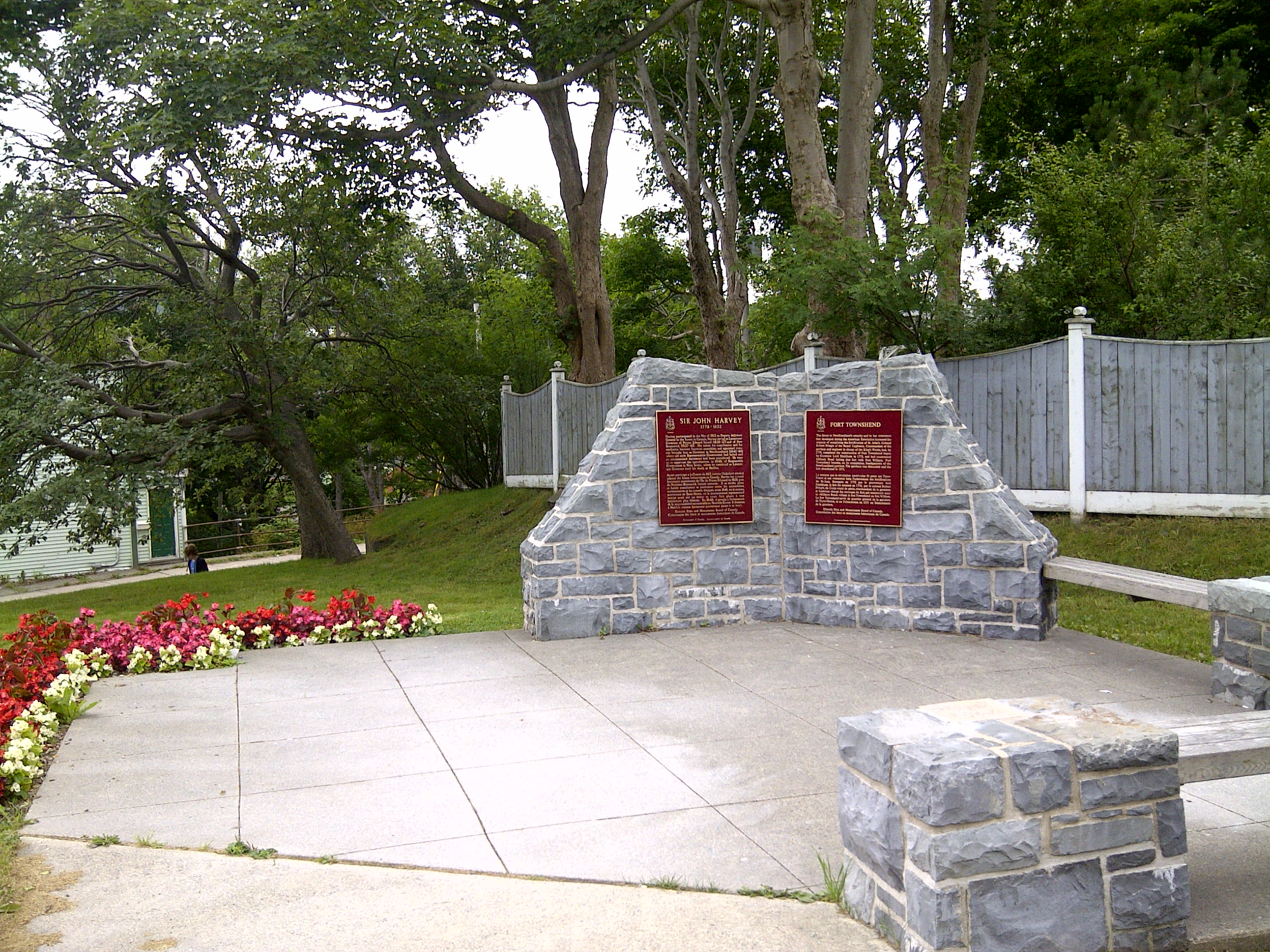
Emplacement de Fort Townshend à St John's, Terre-Neuve.

- 11 mai : Michel-Amable Berthelot Dartigny contribue à fonder la communauté des avocats.
- Les américains avec l'Expédition Sullivan brisent la ligue iroquoise et ceux-ci se font refouler sur le territoire de l'Ontario actuel.
- Benjamin Frobisher et ses frères fondent une compagnie qui allait devenir la Compagnie du Nord-Ouest spécialisée dans la traite des fourrures.
- A Terre-Neuve, la garnison britannique s'installe à Fort Townshend.
- Début de la construction d'un canal à Coteau-du-Lac ayant pour but de faciliter le transport entre Montréal et les Grands lacs. Il est complété en 1783.
- La Compagnie de la Baie d'Hudson établit le poste de traite Île-à-la-Crosse dans le nord de l'actuelle Saskatchewan.
- Début de la Troisième assemblée générale de l'île Saint-Jean (en).

### Côte du Pacifique
- Voyage des espagnols d' Ignacio de Arteaga y Bazán et Juan Francisco de la Bodega y Quadra le long de la côte du Pacifique. Ils cherchent sans succès des postes russes et James Cook.

## Naissances
- 7 août : John By, ingénieur militaire et fondateur de la ville d'Ottawa.
- 20 août : Austin Cuvillier, politicien.
- John Le Breton, juge de paix.

## Décès
- 14 février : James Cook, explorateur.
- 24 août : François-Pierre de Rigaud de Vaudreuil, gouverneur de Montréal et Trois-Rivières.